# طالقان (نقدة)
طالقان هي قرية في مقاطعة نقدة، إيران. يقدر عدد سكانها بـ 52 نسمة بحسب إحصاء 2016.